# Ranunculus excisus
Ranunculus excisus är en ranunkelväxtart som beskrevs av Dunkel. Ranunculus excisus ingår i släktet ranunkler, och familjen ranunkelväxter. Inga underarter finns listade i Catalogue of Life.